# Johann Karl Kell
Johann Karl Kell (* 7. März 1693 in Zwochau; † nach 1726) war ein deutscher Dichter geistlicher Lyrik und vermutlich identisch mit Le Pansiv, einem pseudonymen Autor derb-erotischer Studentenlyrik.

## Leben
Dessen 1729 erschienenes Werk Poetische Grillen, bey müßigen Stunden gefangen enthält auf 254 Seiten eine Sammlung erotischer Sonette, Epigramme, Quodlibets und teilweise recht unflätiger Studentenlieder, die als Beispiele für Genre und Zeit bis heute immer wieder in Lyrikanthologien erscheinen. Als Beispiel folgender, eine noch heute umtreibende Frage betreffender, durch erhabene Schlichtheit überzeugender Vierzeiler:
Es machet die Blondine

Zwar eine tendre Mine;

Doch leget die Brunette

Sich eher auf das Bette.
Von Johann Karl Kell, dem Dichter der Geistlichen Oden (1726), ist nur wenig bekannt. Er war der Sohn des evangelischen Pfarrers Johann Michael Kell (1646–1719) und dessen Frau Christine Sibylle (geb. Sultzberger 1661–1748). Er studierte ab 1713 in Leipzig und immatrikulierte sich am 16. Januar 1719 an der Universität Wittenberg. 1726 erschien Die durch geistliche Oden ihr Hertz zu Gott erhebende Sulamithin zusammen mit drei weiteren Gedichten. Weiter scheint Kell nicht hervorgetreten zu sein.
Adelungs Ergänzungen von Jöchers Allgemeinem Gelehrten-Lexicon zufolge ist Kell „seiner schwachen Gesundheit wegen“ früh verstorben. Ein genaues Todesdatum ist nicht bekannt.
Aufgrund von in den Poetischen Grillen enthaltenen Hinweisen und durch einen Abgleich mit dem Matrikel der Universität Leipzig kam Johannes Bolte in einem 1913 erschienenen Artikel über die Identität des Autors der Poetischen Grillen zu dem Schluss, dass Johann Karl Kell hinter dem Pseudonym Le Pansiv steckt.

## Werke
- Die durch geistliche Oden ihr Hertz zu Gott erhebende Sulamithin: wobey, statt eines Anhanges, noch befindlich: 1. Davids Klage um seinen getreuen Freund Jonathan und ertödteten Printz Absolon; 2. Der betrübte Jephtha; 3. Der weinende Petrus. G. M. Knochen, Frankfurt a. M. 1726.
- Le Pansiv: Poetische Grillen, bey müßigen Stunden gefangen. Erfurt 1729, 10823506 im VD 18.